# Marbach (Donau)
Der Marbach ist ein linker Nebenfluss der Donau bei Marbach an der Donau in Niederösterreich.
Er entspringt westlich von Rappoltenreith und fließt von dort nach Süden ab, östlich vorüber an Pargatstetten und westlich von Reitern, wo er sich tief eingeschnitten hat. Zwischen Untererla und Maria Taferl öffnet sich sein Tal um sich danach wieder einzukerben. Imposant ist sein Unterlauf oberhalb von Marbach an der Donau, wo er in vielen Kaskaden bis in den Ort fließt und schließlich in die Donau mündet. Sein Einzugsgebiet umfasst 8,5 km² in teilweise bewaldeter Landschaft.